# Gomes de Sequeira
Gomes de Sequeira fue un navegante portugués de comienzos del siglo XVI. En 1525 fue enviado por el gobernador de las Molucas, Jorge de Meneses, a explorar territorios al norte del archipiélago. Como piloto de una expedición comandada por Diago da Rocha, fue uno de los primeros europeos en llegar a las islas Carolinas. Algunos defensores de la teoría del descubrimiento de Australia por los portugueses, muy discutida, defienden que Gomes de Sequeira podría haber llegado en sus exploraciones hasta la costa nordeste de Australia.